# Тіні на мінералах
Тіні на мінералах (рос. тени на минералах, англ. shades on the minerals; нім. Schatten m auf den Mineralen) – ділянки кристалів мінералів, які були заслонені мінералом другого зародження, внаслідок чого ці ділянки залишилися вільними від присипок. Тіні на мінералах дають можливість встановлювати порядок мінералоутворення. 